# International Ship and Port Facility Security Code

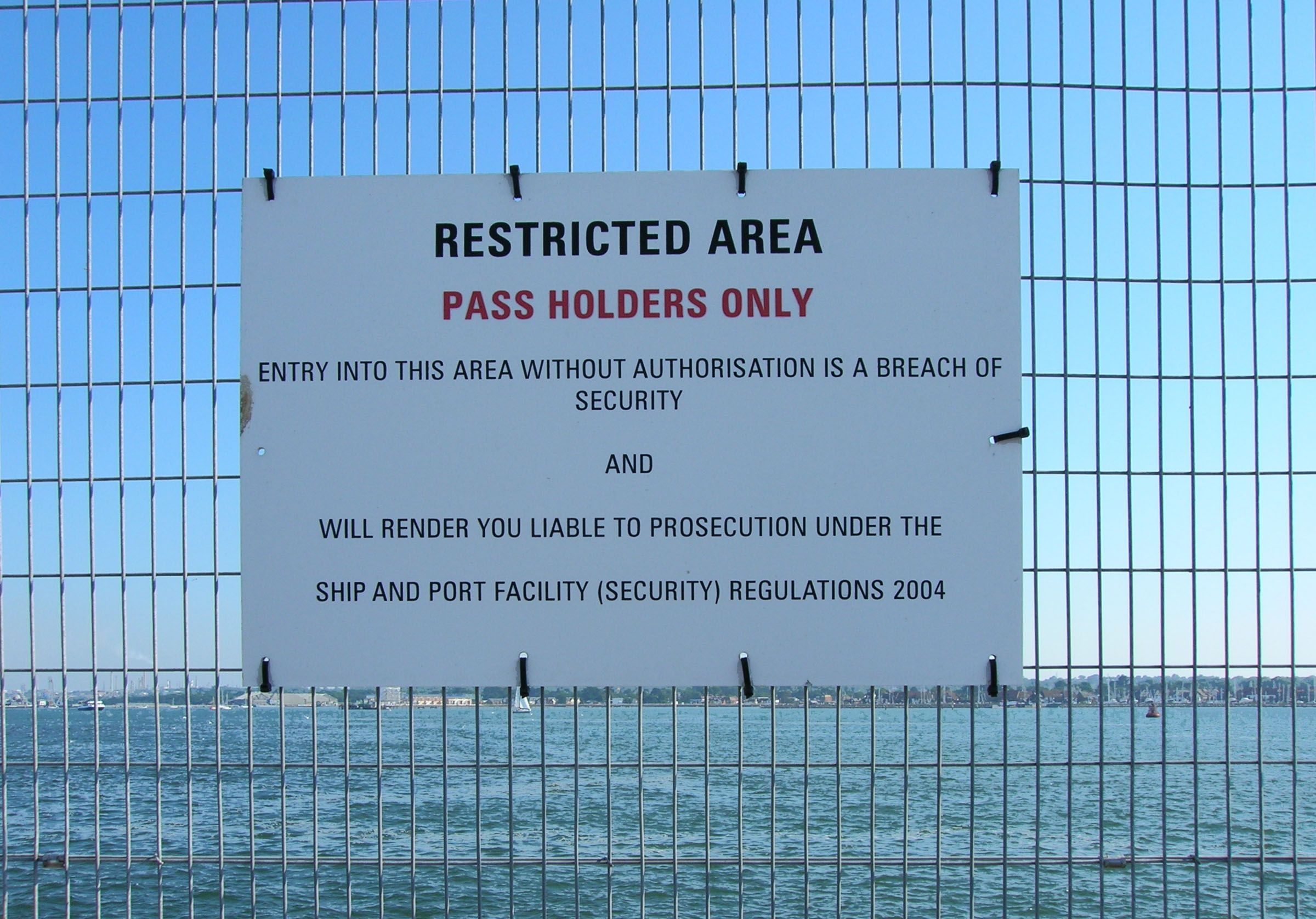
Código ISPS, sendo aplicado em Southampton, Inglaterra, com sinais de proibição de acesso às áreas próximas aos navios.

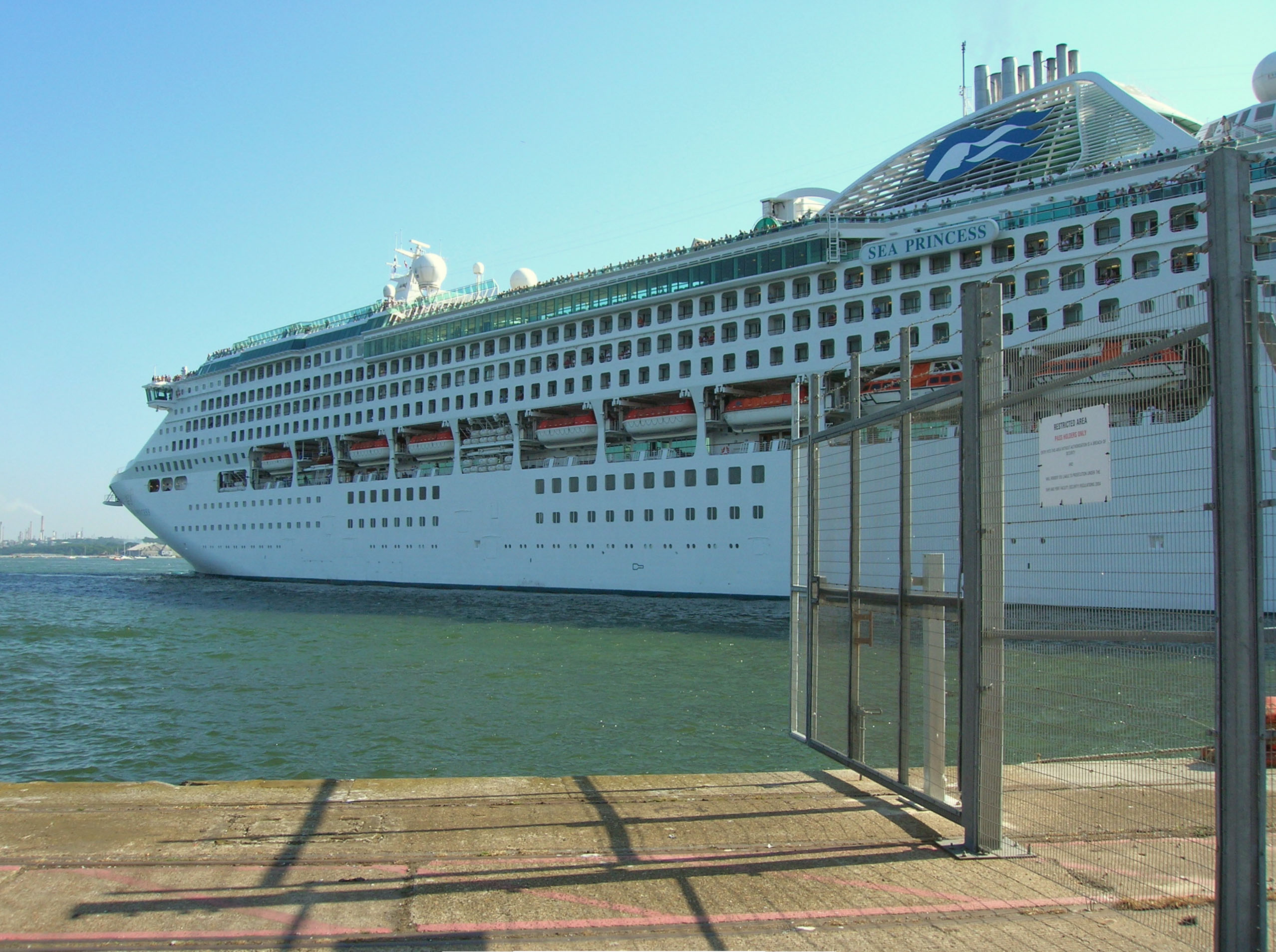
O navio de cruzeiro Princesa do Mar, deixando o Southampton, porto; cercas são visíveis na direita, que impedem o acesso ao navio, sob o Código ISPS.

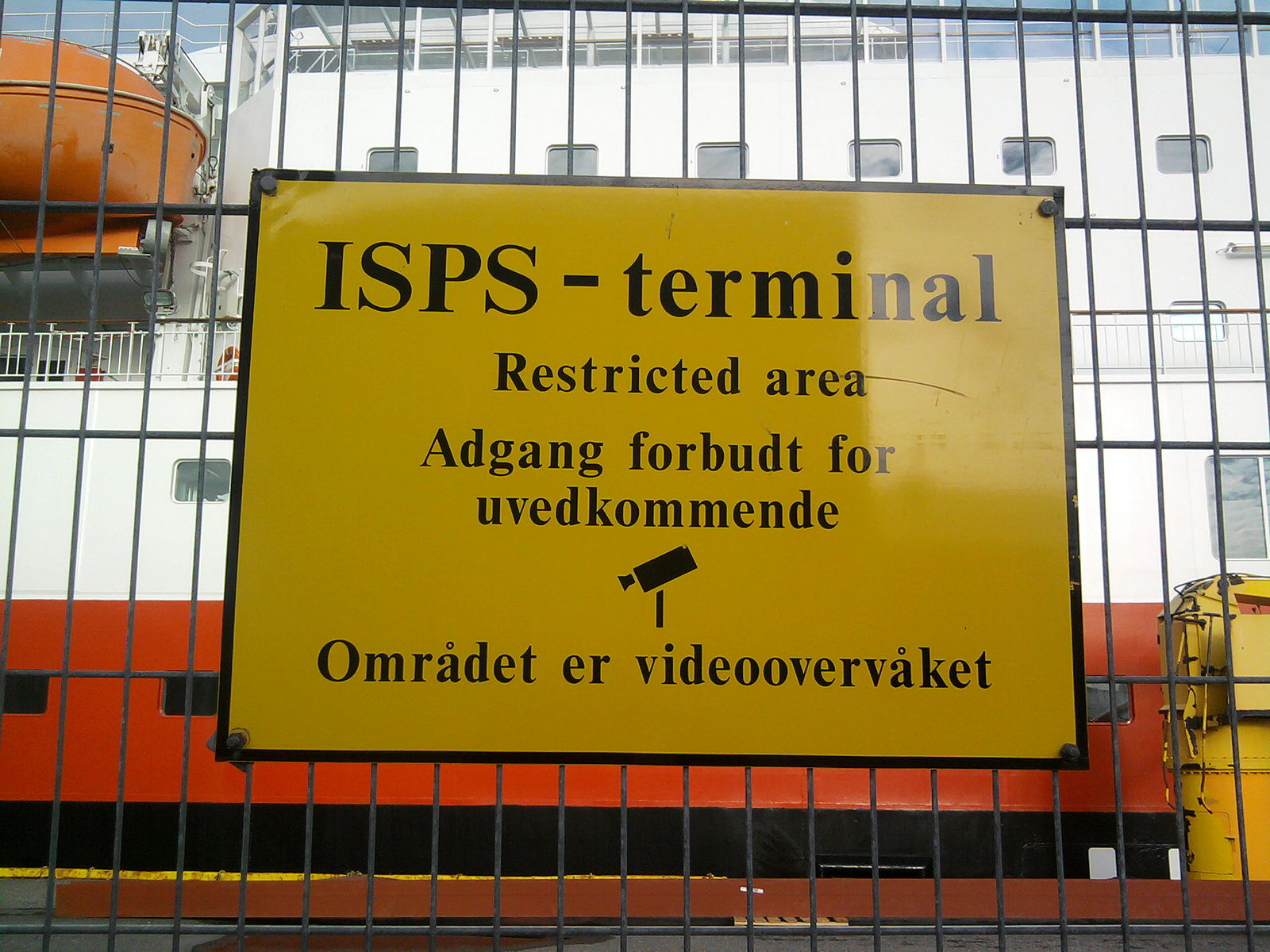
ISPS Sinal na Porta

O Código Internacional para Proteção de Navios e Instalações Portuárias, do inglês International Ship and Port Facility Security (ISPS) Code,  é uma emenda para a convenção (SOLAS) de (1974/1988) no mínimo de medidas de segurança de navios, portos e agências do governo. Tendo entrado em vigor em 2004, prescreve responsabilidades para governos, empresas de transporte, o pessoal de bordo, e a porta/instalações para o pessoal, para "detectar ameaças de segurança e tomar medidas preventivas contra incidentes de segurança que afetam navios ou instalações portuárias utilizadas no comércio internacional."

## História
A Organização Marítima Internacional (IMO) afirma que "O International Ship and Port Facility Security Code (ISPS Code) é um conjunto abrangente de medidas para melhorar a segurança de navios e instalações portuárias, desenvolvido em resposta à percepção de ameaças para navios e instalações portuárias, na esteira dos ataques de 9/11 nos Estados Unidos" (IMO).
Desenvolvimento e implementação foram acelerou drasticamente em reação ao 11 de setembro de 2001 ataques e bombardeios do petroleiro francês MV Limburg. A Guarda Costeira dos EUA, como a agência líder nos Estados Unidos delegação para a IMO, defendeu a medida. O Código foi acordado em uma reunião de 108 signatários da convenção SOLAS, em Londres, em dezembro de 2002. As medidas acordadas no âmbito do Código foram levados em vigor em 1 de julho de 2004.

## Oficiais nomeados
Código ISPS exige que cada navio deve ter uma Empresa Security Officer (CSO) que vai trabalhar junto com o Oficial de Segurança do Navio (SSO) para fins de segurança. O CSO tem dados de Navio de Avaliação de Segurança de Navio ou de Avaliação de Segurança para o aconselhar sobre as possíveis ameaças que possam acontecer no navio. Ele vai garantir que o Navio do Plano de Segurança (SSP) é mantida de modo eficiente, através do SSO.
O Navio de agente de Segurança tem a responsabilidade integral dos vasos de segurança com o capitão de aprovação conforme exposto no capítulo XI-2/8. SSO mantém a SSP e realiza periodicamente inspeções de segurança para certificar-se de que a segurança adequada passos são sempre tomadas. O SSO também garante que a segurança da tripulação é treinada para o nível de alta segurança fins.

### (No)Scope (Âmbito de Aplicação)
O Código ISPS afirma que é da exclusiva responsabilidade da Empresa Security Officer (CSO) e a Companhia para aprovar o Oficial de Segurança do Navio (SSO). Este processo deve ser aprovado pela administração do estado de bandeira do navio ou de segurança verificada organização com a aprovação do Plano de Segurança do Navio ou Embarcação de Plano de Segurança (PSV). O Código ISPS garante que antes que o PSV é o conjunto no lugar que o Navio Avaliações de Segurança devem ser tomadas (VSA). A Embarcação Plano de Segurança deve resolver todas as necessidades no Vaso de Avaliação de Segurança. O PSV deve estabelecer um número de funções importantes e etapas para proporcionar segurança para a embarcação. Portanto, o PSV deve incluir procedimentos para permitir a comunicação necessárias que devem ser aplicadas em todos os momentos. O PSV tem a incluir procedimentos que avaliou o desempenho do diário de protocolos de segurança. Ele também deve incluir a avaliação de segurança de equipamento de vigilância de sistemas para detectar falhas de peças. código ISPS requer que o Plano de Segurança do Navio devem ter rigoroso procedimento e práticas para a proteção vital do Sensíveis de Segurança de Informação (SSI), que é em forma eletrônica ou em papel. Observação de procedimentos para incluir cronometrado submissões, assim como a avaliação dos relatórios de segurança relativas para o aumento das preocupações com a segurança. código ISPS solicita que o PSV manter um inventário atualizado das perigosas ou mercadorias perigosas e substâncias que são transportadas a bordo do navio. A localização de bens ou da substância deve ser indicada no relatório de inventário .
O Código ISPS é implementado por meio do capítulo XI-2 medidas Especiais para reforçar a segurança marítima na Convenção Internacional para a salvaguarda da Vida humana no Mar (SOLAS).
Regulamento XI-2/3 garante que as administrações estabelecer níveis de segurança e garantia o disposto rigoroso nível de segurança de dados para os navios que voam a sua bandeira. Enviado em que são antes de encaixe no porta deverá, de imediato, cumprir com todos os requisitos para os níveis de segurança que são determinados pelo contratante governo. Isto também diz respeito ao nível de segurança que é estabelecido pela Administração fornecidos.
Regulamento XI-2/6 certifica-se de que todos os navios são equipados com um sistema de alarme de segurança. O sistema de alarme funciona a partir do navio para a administração em terra com sinais transmitidos, que são transmitidas via satélite. O avançado sistema de alarme de segurança deve enviar um sinal indicando o nome do navio, a localização e a ameaça de segurança que o navio está a sofrer. Os navios sistema de alarme pode ser ativado a partir da ponte de comando o capitão, sem alarmante a tripulação a bordo .
O Regulamento XI-2/8 estabelece o papel principal de o Capitão, que lhe permite manter a ordem e a conduta de decisões, para o bem das pessoas e a segurança do navio. Regulamentos XI-2/8 estados que o Mar Mestre não deve por desafiados ou não de concluir seus deveres.
O Código é um documento que descreve requisitos mínimos para a segurança dos navios e dos portos. A parte A apresenta requisitos obrigatórios. Parte B fornece orientação para a implementação. Alguns governos contratantes elegem, para também tratar a Parte B como obrigatórios.
O Código ISPS se aplica aos navios em viagens internacionais (incluindo os navios de passageiros, navios cargueiros de acima de 500 GT, e unidades móveis de perfuração offshore) e as instalações portuárias de veiculação de tais navios. O Código não se aplicam a navios de guerra, embarcações auxiliares ou outros navios de propriedade ou operados pelo contratante governo e utilizados unicamente em serviço oficial não comercial.

## Níveis MARSEC
Os níveis de segurança marítima (MARSEC) foram construídos para uma comunicação rápida do navio para o Guarda Costeira dos Estados Unidos para diferentes níveis de ameaças a bordo ou em terra. Os três níveis de segurança listados abaixo são introduzidos pelo Código ISPS.
MARSEC Nível 1 é o nível normal que o navio ou instalação portuária opera em uma base diária. Nível 1 garante que a equipe de segurança mantem um nível mínimo adequado de segurança 24/7.
MARSEC Nível 2 é um nível elevado para um período de tempo durante um risco de segurança que se tornou visível para o pessoal de segurança. Apropriado, medidas adicionais que serão realizadas durante este nível de segurança.
MARSEC Nível 3 irá incluir medidas de segurança adicionais para um incidente que está próximo ou já ocorreu, que deve ser mantido por um período de tempo limitado. A medida de segurança devem ser atendidas embora possa não ser um alvo específico que ainda não foi identificado.
O nível de segurança 3 deve ser aplicada somente quando não houver informação fiável dado para que determinada ameaça à segurança que é provável ou à não. O nível de Segurança 3 deve ser definido para um tempo de duração para incidentes de segurança identificados. Embora os níveis de segurança vão mudar de segurança do nível 1 para o nível de segurança 2 e de nível de segurança 3, é altamente possível que os níveis de segurança se mudem drasticamente de segurança do nível 1 para o nível de segurança 3.

## A implementação nacional

### Brasil
As exigências do ISPS Code são inúmeras, que, analisando sob a ótica da legislação pátria, seriam de execução impossíveis se não houver uma unidade de segurança com competência sobre a área jurisdicional do porto, observando a forma e a finalidade, no exercício das atribuições, limitando ou disciplinando os direitos, interesses ou liberdades, regulando a prática de ato ou a abstenção de fato, em razão do interesse público, vez que os portos são de relevante importância estratégica e a segurança portuária é tratada como segurança pública, até mesmo pela existência da Comissão Nacional de Segurança Pública nos Portos da Secretaria Nacional de Segurança Pública. Considerando que tal unidade de segurança, em sua atuação concernente à segurança, à higiene, à ordem, aos costumes, à disciplina, evite os abusos ou os desvios de poder, tal unidade, por força de lei, só pode ser a Guarda Portuária. (JÚNIOR, 2015, p. 20)

### Europa
A europa adotou as normas Internacionais CE Regulamento (CE) N.º 725/2004 do Parlamento Europeu e do Conselho, de 31 de Março de 2004, sobre o reforço das instalações portuárias e do navio.

### Reino Unido
O reino UNIDO adotou as normas de Regulamentos sobre Navios e Instalações Portuárias (Segurança) de 2004, (S. I. 1495 de 2004) estes trazem o regulamento da UE n.º 725/2004 na legislação do Reino Unido.

### Estados Unidos
Os Estados Unidos emitiu regulamentos para aprovar as disposições do Transporte Marítimo da Lei de Segurança de 2002 e alinhar as normas internas com as normas de segurança marítimas de SOLAS e o Código ISPS. Estes regulamentos são encontradas no Título 33 do Código de Regulamentos Federais, Peças 101 através 107. Parte 104 contém regulamentos de segurança de embarcações, incluindo algumas disposições que se aplicam a navios estrangeiros em águas norte-americanas.